# Gustava
Gustava ist ein weiblicher Vorname. Daneben ist er ein Familienname.

## Herkunft und Bedeutung
Der Name Gustava ist die weibliche Form von Gustav. Vereinzelt tritt auch die Form Gustave als weiblicher Vorname auf, ist aber im Allgemeinen die französische männliche Form von Gustav.

## Vorname
- Gustava Bley, (1844–1930), deutsche Komponistin, Musikerin und Chorleiterin
- Gustava Aloisia Gorton, (1863–1920), österreichische Adelige
- Gustava Louise Georgia Emilie Grüner (1870–1929), dänische Malerin
- Gustava Iselin-Haeger (1878–1962), Schweizer Künstlerin (Malerei, Zeichnungen, Lithografien und Plakate)
- Gustava Kahler, (1906–1987), österreichische Geologin und Paläontologin
- Gustava Mösler, (1920–2021), deutsche Journalistin und die erste Hörfunkdirektorin des BR und der gesamten ARD
- Gustava Schefer-Viëtor (1932–2016), deutsche Pädagogin, Erziehungswissenschaftlerin, Geschlechterforscherin und Feministin
- Gustava von Veith (1879–1970), deutsche Aquarellmalerin und Expressionistin
- Gustava Zinck (1821–1895), deutsche Dichterin

Zwischenname
- Lida Gustava Heymann, (1868–1943), deutsche Frauenrechtlerin
- Anna Maria Gustava Höchstädt, (1854–1916), deutsche Porträt- und Blumenmalerin
- Elisabeth Gustava Amalie Sophie Baronesse von der Howen, (1834–1923), deutschbaltische Lehrerin

Gustave
- Gustave Fecht (1768–1828), Pfarrerstochter und Brieffreundin von Johann Peter Hebel

## Familienname
- Maria Gustava, (* 19xx), Diplomatin aus Mosambik, Botschafterin in der Volksrepublik China.